# Elisabeth Wieltschnig
Elisabeth „Liesl“ Wieltschnig (* 22. August 1948) ist eine österreichische Badmintonspielerin. 

## Karriere
Elisabeth Wieltschnig gewann schon als Juniorin ihren ersten nationalen Titel bei den Erwachsenen in Österreich. Insgesamt siegte sie 19 Mal von 1965 bis 1987. International war sie bei den Austrian International erfolgreich.

## Sportliche Erfolge
| Saison | Veranstaltung                                  | Disziplin   | Platz | Name                                       |
| ------ | ---------------------------------------------- | ----------- | ----- | ------------------------------------------ |
| 1963   | Österreich: Einzelmeisterschaften der Junioren | Dameneinzel | 1     | Elisabeth Wieltschnig                      |
| 1963   | Österreich: Einzelmeisterschaften der Junioren | Damendoppel | 1     | Ingrid Wieltschnig / Elisabeth Wieltschnig |
| 1964   | Österreich: Einzelmeisterschaften der Junioren | Damendoppel | 1     | Ingrid Wieltschnig / Elisabeth Wieltschnig |
| 1965   | Österreich: Einzelmeisterschaft                | Damendoppel | 1     | Elisabeth Wieltschnig / Ingrid Wieltschnig |
| 1965   | Österreich: Einzelmeisterschaften der Junioren | Damendoppel | 1     | Ingrid Wieltschnig / Elisabeth Wieltschnig |
| 1966   | Österreich: Einzelmeisterschaft                | Dameneinzel | 1     | Elisabeth Wieltschnig                      |
| 1966   | Österreich: Einzelmeisterschaften der Junioren | Damendoppel | 1     | Ingrid Wieltschnig / Elisabeth Wieltschnig |
| 1966   | Österreich: Einzelmeisterschaft                | Damendoppel | 1     | Elisabeth Wieltschnig / Ingrid Wieltschnig |
| 1967   | Österreich: Einzelmeisterschaft                | Damendoppel | 1     | Elisabeth Wieltschnig / Ingrid Wieltschnig |
| 1968   | Österreich: Einzelmeisterschaft                | Damendoppel | 1     | Elisabeth Wieltschnig / Ingrid Wieltschnig |
| 1969   | Österreich: Einzelmeisterschaft                | Damendoppel | 1     | Elisabeth Wieltschnig / Ingrid Wieltschnig |
| 1970   | Österreich: Einzelmeisterschaft                | Damendoppel | 1     | Elisabeth Wieltschnig / Ingrid Wieltschnig |
| 1971   | Österreich: Einzelmeisterschaft                | Damendoppel | 1     | Elisabeth Wieltschnig / Ingrid Wieltschnig |
| 1971   | Austrian International                         | Damendoppel | 1     | Ingrid Wieltschnig / Elisabeth Wieltschnig |
| 1972   | Österreich: Einzelmeisterschaft                | Damendoppel | 1     | Elisabeth Wieltschnig / Ingrid Wieltschnig |
| 1972   | Austrian International                         | Damendoppel | 1     | Britta Kirchhofer / Elisabeth Wieltschnig  |
| 1973   | Österreich: Einzelmeisterschaft                | Dameneinzel | 1     | Elisabeth Wieltschnig                      |
| 1973   | Österreich: Einzelmeisterschaft                | Damendoppel | 1     | Elisabeth Wieltschnig / Ingrid Potocnik    |
| 1974   | Österreich: Einzelmeisterschaft                | Damendoppel | 1     | Elisabeth Wieltschnig / Ingrid Potocnik    |
| 1976   | Österreich: Einzelmeisterschaft                | Damendoppel | 1     | Elisabeth Wieltschnig / Ingrid Potocnik    |
| 1978   | Österreich: Einzelmeisterschaft                | Dameneinzel | 1     | Elisabeth Wieltschnig                      |
| 1978   | Österreich: Einzelmeisterschaft                | Damendoppel | 1     | Elisabeth Wieltschnig / Brigitte Reichmann |
| 1982   | Österreich: Einzelmeisterschaft                | Damendoppel | 1     | Elisabeth Wieltschnig / Ingrid Potocnik    |
| 1983   | Österreich: Einzelmeisterschaft                | Damendoppel | 1     | Elisabeth Wieltschnig / Ingrid Potocnik    |
| 1985   | Österreich: Einzelmeisterschaft                | Damendoppel | 1     | Elisabeth Wieltschnig / Hilde Kreulitsch   |
| 1987   | Österreich: Einzelmeisterschaft                | Mixed       | 1     | Heinz Fischer / Elisabeth Wieltschnig      |